# Золотое
Золото́е (укр. Золоте) — город в Северодонецком районе Луганской области Украины. До 7 октября 2014 года был в составе Первомайского городского совета Луганской области.

## Географическое положение
Расположен на берегу реки Камышеваха. Состоит из 6 микрорайонов (Золотое, 1 — Солнечный, 2 — Карбонит, 3 — Стахановец, 4 — Родина, 5 — Михайловка).

## Происхождение названия
Согласно легенде, своё название город получил из пророческих слов подьячего Григория Капустина, по поручению российского царя занимавшегося геологической разведкой этих земель и впервые открывшего в Донбассе залежи каменного угля.
При встрече с Петром I, произошедшей на современной территории города, Капустин произнес фразу: «Здесь — золотое дно», имея в виду богатейшие залежи каменного угля.

## История
Поселение возникло в 1878 году одновременно с закладкой угольных шахт.
Во время революции 1905—1907 годов здесь прошли демонстрации.
В 1938 году Золотое стало городом.
В ходе Великой Отечественной войны 12 июля 1942 года город был оккупирован наступавшими немецкими войсками,, 3 сентября 1943 года был освобождён советскими войсками 3-й гвардейской армии в составе части войск 259-й стрелковой дивизии (полковник А. М. Власенко) и 32-го стрелкового корпуса (генерал-майор Д. С. Жеребин) в ходе Донбасской операции Юго-Западного фронта.
В 1952 году здесь действовали несколько угольных шахт, кирпичный завод, завод стройматериалов, две средние школы, две 7-летние школы, начальная школа и две горно-промышленные школы.
По состоянию на начало 1968 года здесь действовали угольные шахты (обеспечивавшие суточную добычу 7047 тонн угля), Михайловская центральная обогатительная фабрика (построенная в 1957 году), завод стройматериалов, два ПТУ, 3 школы рабочей молодёжи, 4 средних школы, 2 восьмилетних школы, начальную школу, музыкальную школу, 5 лечебных заведений, 6 библиотек, 6 клубов, 2 спортзала и 3 парка культуры и отдыха.
В 1970 году численность населения составляла 26 тыс. человек, крупнейшими предприятиями являлись завод строительных материалов и обогатительная фабрика.
В январе 1989 года численность населения составляла 22 892 человек, основой экономики являлись добыча каменного угля и производство строительных материалов.
28 июля 2003 года находившаяся в городе электроподстанция (500 кВ) была внесена в перечень особо важных объектов электроэнергетики Украины, обеспечение охраны которых было возложено на ведомственную военизированную охрану во взаимодействии со специализированными подразделениями МВД Украины и иных центральных органов исполнительной власти.
В 2014 году являлся одним из рубежей войны, с февраля 2015 года через город проходила линия разграничения сил в Донбассе (см. Второе минское соглашение).
29 октября 2019 года, через три дня после визита в город президента Украины Владимира Зеленского и запуска с обеих сторон конфликта сигнальных ракет, началась операция по разведению войск.
Весною 2022 года город был очень сильно повреждён в ходе боёв между ВСУ и НМ ЛНР а также российским войсками. (См. Бои за Попасную) 

## Население

### Языковой состав
По данным переписи 2001 года 50,34 % населения города указали русский язык родным, 43,93 % — украинский, 5,73 % — другие языки.

## Экономика
На территории города четыре шахты, входящие в объединение «Первомайскуголь» (работают старейшая шахта «Золотое», а также шахта «Карбонит»), центральная обогатительная фабрика.

## Транспорт
Через город проходят железнодорожная линия Дебальцево — Купянск Донецкой железной дороги (станция Марьевка, остановочные пункты Горское и Горняцкое) и автомобильная дорога T-1316.

## Религия
- Свято-Николаевский храм